# ستاسي لاس
ستاسي لاس قرية في المنطقةِ الإداريةِ لغمينا سيروك [الإنجليزية]، في محافظة مازوفيا في وسط شرق بولندا. تقع على بعد 4 كيلومتر (2 ميل) تقريباً جنوب غرب سيروك 13 كـم (8 ميل) شمال شرق Legionowo، و30 كيلومترا (19 ميل) شمال وارسو.